# 面試趣
面試趣是2016年1月成立的臺灣面試心得分享平台，口號為「以資訊對稱，翻轉求職市場」，藉由使用者主動分享面試心得，幫助其他求職者準備面試、查詢公司評價。

## 網站機制
- 匿名刊登：保障使用者隱私，企業較難透過心得追蹤求職者。
- 人工審核：確保內容品質，過濾人身攻擊或情緒化言論。
- 積分兌換：面試趣採用積分兌換機制，以鼓勵使用者分享面試經驗。使用者可以透過分享面試心得獲得積分，並使用積分兌換其他使用者的心得，亦為保護使用者不被控告的機制。[1][3][4]

平台另與台灣各大校園簽訂合作備忘錄，提供職涯相關資源。

## 爭議
面試趣經常被企業控告、提出存證信函。2025年4月19日，有求職者在Threads表示收到面試公司存證信函，懷疑面試趣洩漏使用者個資。執行長親自回應，平台從未給出任何求職者個資，並表示若企業提告，願意負擔所有費用。亦有法界人士表示，告訴不可能成立。

## 外部連結
- 官方網站
- 面試趣的Facebook專頁
- 面試趣的Instagram帳戶
- 面試趣的自媒體專欄 （页面存档备份，存于）